# Thôi Anh
Thôi Anh ( tiếng trung: 崔英; bính âm: Cuī Yīng ) là một nhân vật trong tiểu thuyết Phong Thần Diễn Nghĩa (封神演义) , là một trong Ngũ Nhạc Đại Đế (五岳正神). Ông nguyên là một tướng dưới quyền Bắc Bá Hầu Sùng Hắc Hổ , vũ khí của ông là chiếc búa đồng rèn có tám cạnh, cưỡi con Hoàng Bưu mã ( Chiến mã có hình dạng giống loài ngựa vằn nhưng màu vàng, vằn đỏ cam, có sức mạnh phi thường ). Cuối cùng, trong cuộc chiến phạt Trụ, ông bị Trương Khuê  giết chết, và được Khương Tử Nha sắc phong là Bắc Nguyệt Hằng Sơn Anh Thiên Huyền Thánh Đại Đế (北岳恒山安天玄圣大帝).

## Tiểu sử

### Cuộc gặp gỡ của Ngũ Nhạc
Khi quân của Tây Kỳ trên đường đến Triều Ca, bị quân của Khổng Tuyên chặn lại.Tướng của Khổng Tuyên là Cao Kế Năng giết được Hoàng Thiên Hóa là một vị tướng nhà Chu, cũng là con trai của Hoàng Phi Hổ. Hoàng Phi Hổ liền đến tìm Sùng Hắc Hổ đang đi đánh ải Trần Đường, giữa đường thì gặp Văn Sinh, Thôi Anh, Tưởng Hùng. Cả bốn người tìm đến gặp Sùng Hắc Hổ xong lại giêt chết Cao Kế Năng để trả thù cho Thiên Hóa.

### Bị tổng trấn Trương khuê ở huyện Dẫn Trì giết chết
Quân Tây Kỳ tiến đến huyện Dẫn Trì, gặp Trương Khuê là người có sức mạnh như thần. Hoàng Phi Hổ lại đến tìm Sùng Hắc Hổ, Văn Sinh, Thôi Anh và Tưởng Hùng để đánh Trương Khuê, kết thúc là cả năm bị hắn giết chết.

### Phong Thần
Cuối cùng, ông được Khương Tử Nha phong làm Bắc Nhạc Đại Đế.

## Đánh giá
“Thượng Thanh Chúng Kinh Chư Chân Thánh Bí” quyển 01 nói Bắc Nhạc Hằng Sơn Quân, họ Phục, huý Thông Manh. “Ngũ nhạc chân hình đồ tự” viết: “Bắc Nhạc Hằng sơn quân, lĩnh tiên nhân ngọc nữ thất thiên nhân, phục huyền lưu chi bào, đái thái chân minh linh chi quan, bội trường tân ngộ chân chi ấn, thừa hắc long”. Nghĩa là Ngài tổng lĩnh 7.000 tiên nữ ngọc nữ, mặc áo bào đen, đội thái chân minh linh quan, mang Trường Tân Ngộ Chân ấn, cưỡi hắc long.
Bắc Nhạc đại đế trong “Tam giáo nguyên lưu đại toàn” quyển 02 nói: “Bắc Nhạc giả, chủ vu thế giới giang hà hoài tế, kiêm hổ báo tẩu thú chi loại, xà hủy côn trùng đẳng chúc”. Thời Đường phong Bắc Nhạc là “An thiên vương”, thời Tống gia phong Bắc Nhạc là “An thiên nguyên thánh đế”.